# Painkiller: Overdose
Painkiller Overdose es otro juego Painkiller que fue anunciado y editado para PC el 30 de octubre de 2007.
El juego contiene 6 nuevas armas, 40 tipos de monstruos y 16 nuevos niveles. En Overdose el jugador asume el papel protagonista de «Belial», mitad ángel y mitad demonio.
Este deberá enfrentarse a las hordas del infierno y acabar con ellas.